# حليم (حساء)
حليم هو نوع من الحساء الذي يستهلك على نطاق واسع في شبه القارة الهندية والشرق الأوسط وآسيا الوسطى. على الرغم من أن الطبق يختلف من منطقة إلى أخرى، إلا أنه يشمل اختياريًا القمح أو الشعير واللحم والعدس. يتم تحضيره عن طريق مزج أو هرس اللحم في الكاري وتقديمه ساخنًا مع الخبز المسطح أو بمفرده. تشمل الاختلافات الشائعة لحليم كيشك في تركيا وإيران وأفغانستان وطاجيكستان وأوزبكستان وأذربيجان وشمال العراق؛ الهريسة في العالم العربي وأرمينيا. حليم في ولاية البنغال الغربية وبنغلاديش. وكشرى في باكستان والهند.

## طريقة التحضير
يتكون حساء حليم من 4 مكونات رئيسية:

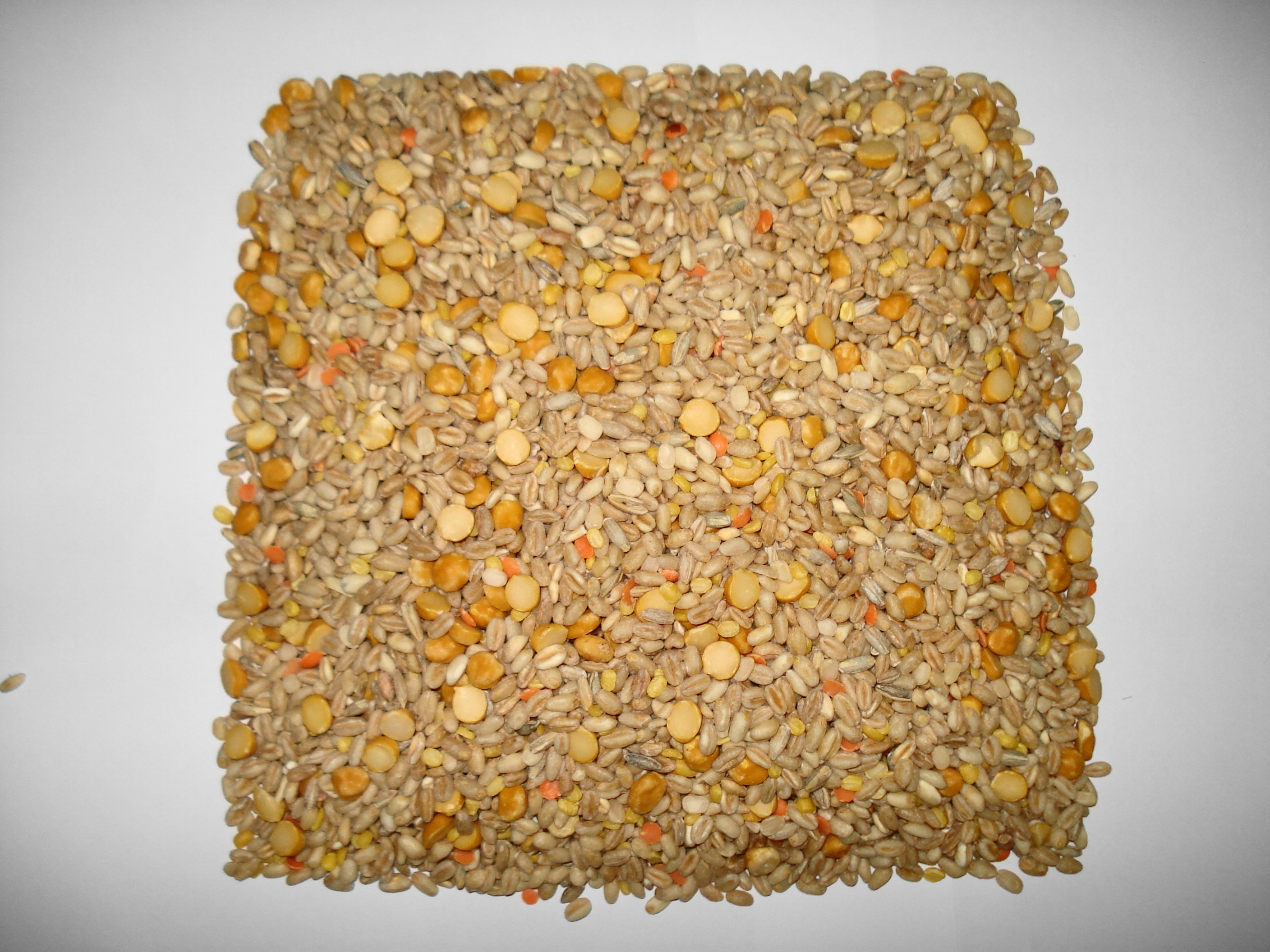
حليم عدس وحبوب

- الحبوب: مع وجود القمح أو الشعير دائمًا تقريبًا. البقول (مثل العدس) والأرز ويعتمد استخدامه من عدمه حسب المنطقة الأصلية للوصفة.
- اللحوم: لحم البقر أو لحم الضأن؛ لحم الماعز أو الدجاج
- التوابل: تحتوي على تشكيلة كبيرة تشمل القرفة والشمر وغيرها.
- سائل الطبخ: إما الماء أو اللبن أو المرق.

يُطهى هذا الطبق ببطء لمدة سبع إلى ثماني ساعات ثم يُقلب بقوة أو يُضرب بعصا تقليب تشبه المدقة. ينتج عن هذا خليط سميك يشبه المعجون ممتزجاً من نكهات التوابل واللحوم والشعير والقمح.
يصنع حساء حليم التقليدي بعد نقع القمح والشعير والعدس لليلة كاملة أولاً. يتم تحضير مرق اللحم الحار المسمى قورما حتى يصبح اللحم طريًا. يُغلى القمح والشعير والبهار الحار في ماء مالح حتى تنضج. ثم يُمزج القمح المطبوخ والشعير والعدس مع مرق اللحم (لحم البقر أو لحم الضأن أو الدجاج) ويُخلط بخلاط يدوي ثقيل للحصول على قوام سميك يشبه العجينة. تستغرق عملية الطهي حوالي 6 ساعات. في النهاية، يزين الحليم المطبوخ بالبصل المقلي وقطع الزنجبيل وشرائح الفلفل الأخضر وأوراق الكزبرة وشرائح الليمون وخليط التوابل. ومع ذلك، يختلف تحضير الحليم من منطقة لأخرى. 

## الأصل

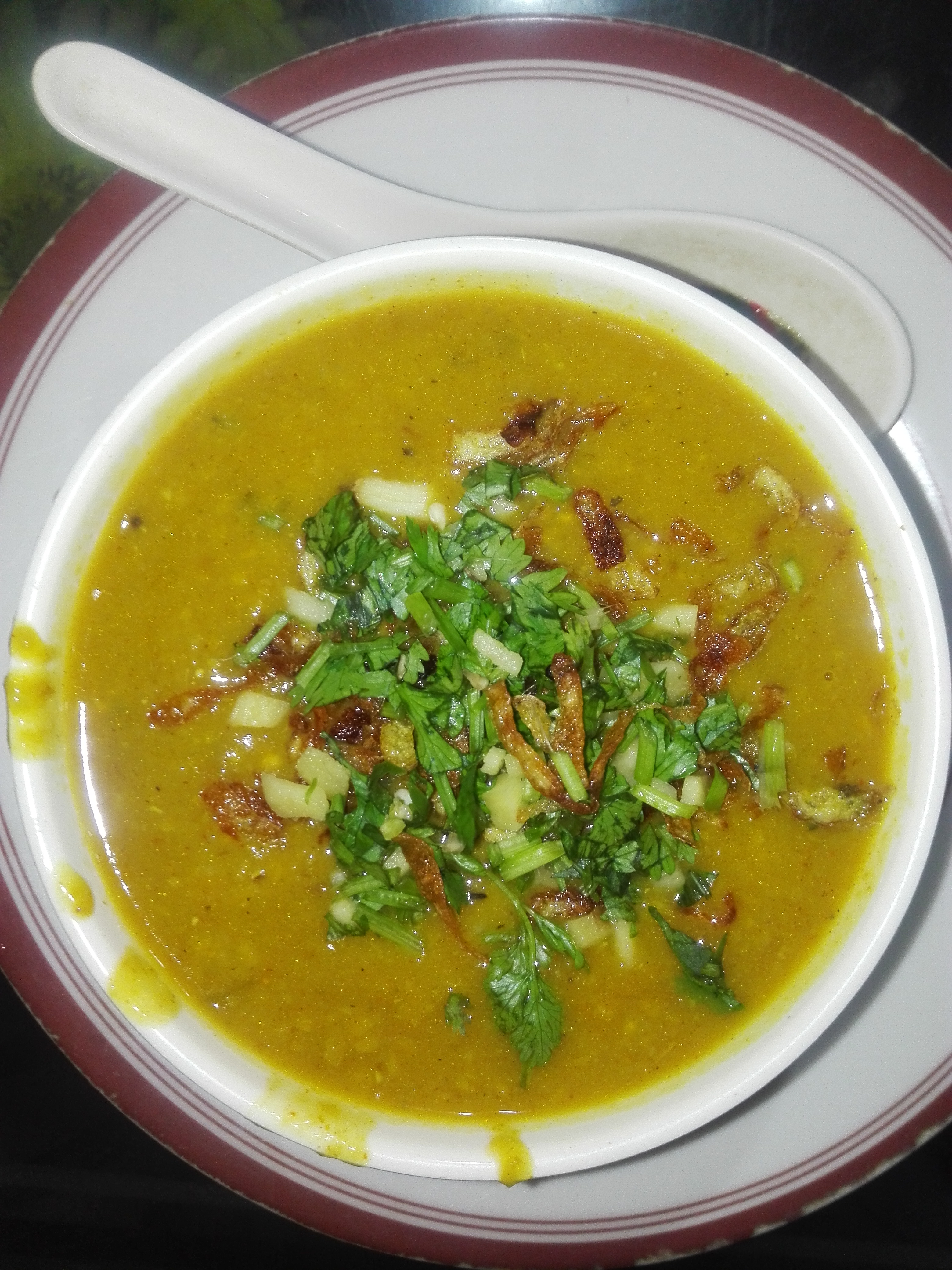
حليم على الطريقة البنغالية

يعود أصل حليم إلى الطبق العربي الشعبي المعروف باسم الهريس (مكتوب أيضًا باسم الجريش). وفقًا لشعيب دانيال، في صحيفة The Sunday Guardian ، تعود أول وصفة مكتوبة للهريس إلى القرن العاشر، عندما قام الكاتب العربي أبو محمد المظفر بن سيار بتأليف كتاب طبخ عن الأطباق الشعبية لدى «الملوك والخلفاء والأباطرة والقادة» الذين حكموا بغداد. وجاء في التقرير أن «النسخة الموصوفة في كتابه» كتاب الطبيخ «، وهو أقدم كتاب طبخ عربي باقٍ في العالم، يشبه إلى حد كبير ما يأكله الناس في الشرق الأوسط إلى يومنا هذا». تم طهي الهريس في أرجاء الإمبراطورية العربية التي امتدت إلى أجزاء مختلفة من العالم.
أدخل الجنود العرب من جيش حيدر أباد نظام الهريس إلى المدينة في شبه القارة الهندية.     لا يزال الهريس متاحًا إلى اليوم في الحي العربي في حيدر أباد، وهي منطقة تسمى بركاء، حيث يُطلق على الطبق اسم الجريش.  في وقت لاحق، قام سكان حيدر أباد بتعديله ليناسب ذوقهم وبالتالي خلق طبق حليم حديث. 

## التاريخ الثقافي

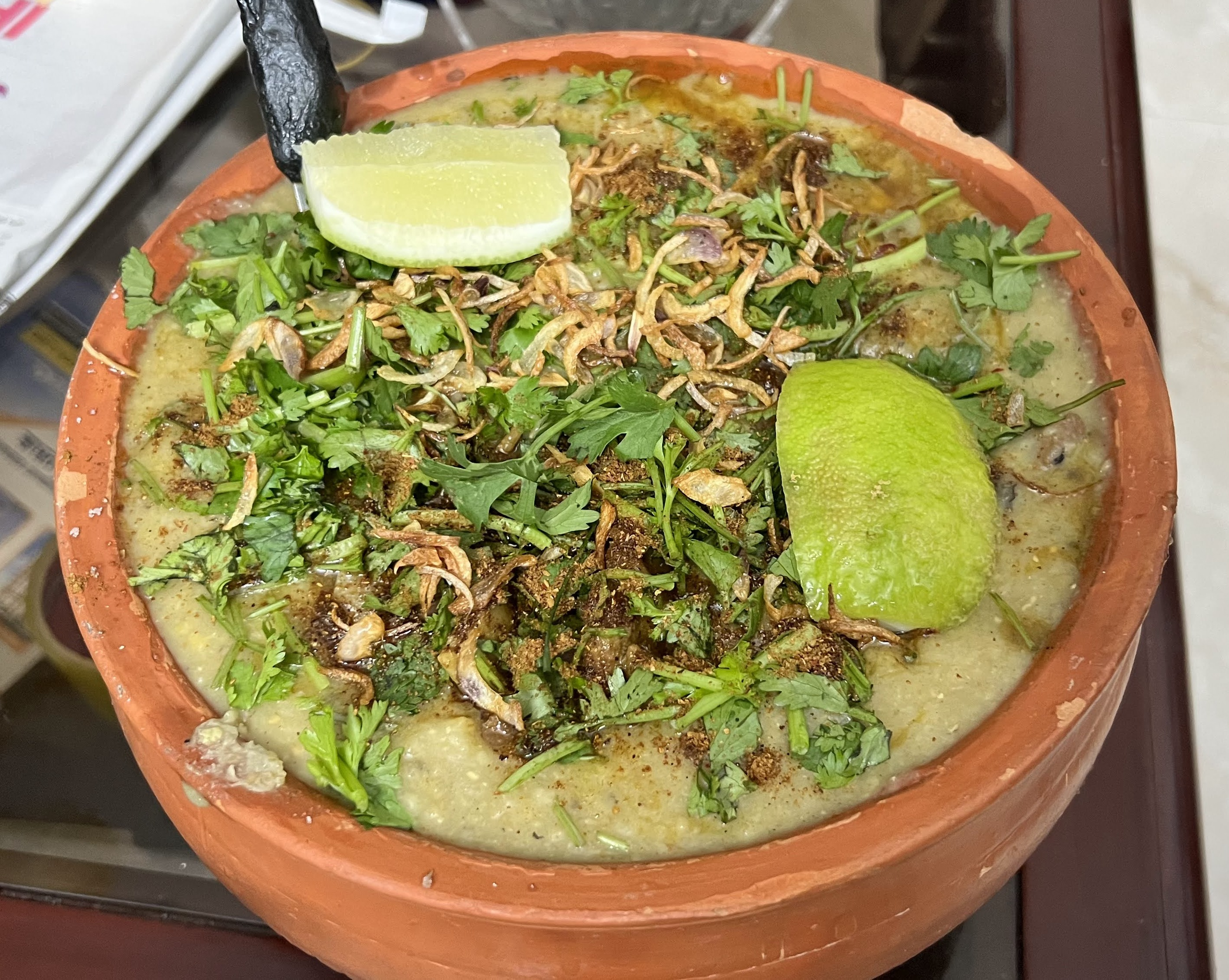
النمط البنجلاديشي لشاهي حليم

يُباع حليم كوجبة خفيفة في الأسواق على مدار العام. وهو أيضًا طبق خاص يتم إعداده في جميع أنحاء العالم خلال شهري رمضان ومحرم من التقويم الهجري الإسلامي، وخاصة بين الباكستانيين والهنود المسلمين. وبما أن اسم هذا الطبق هو نفسه لأحد أسماء الله الحسنى، وبالتحديد الحليم، فقد بدأ بعض الأصوليين الأرثوذكس الجدد من مسلمي جنوب آسيا يطلقون على هذا الطبق باسم «الدَلِيم»، معتبرين أنه أصح منذ الجنوب. النسخة الآسيوية من هذا الطبق تحتوي على كميات كبيرة من العدس أو البقوليات التي تسمى الدال. لكن لا يزال يشار إليه في الغالب باسم حليم.
في الهند، يتم تحضير الحليم في حيدر آباد خلال شهر رمضان، ويتم نقله إلى جميع أنحاء العالم من خلال خدمة التوصيل السريع الخاصة. يتم طهي حليم تقليديًا في مراجل كبيرة تسخن بالحطب.
يحظى حليم أيضًا بشعبية كبيرة في بنغلاديش، خاصة خلال شهر رمضان المبارك حينما يكون هو الطبق الأساسي.  ومع ذلك، فإن النسخة البنغلاديشية من الحليم تختلف قليلاً عن المناطق الأخرى حيث يتم طهي اللحوم والعظام وحفظها كقطع صغيرة بدلاً من هرسها مع حساء العدس. بالإضافة إلى ذلك، فإن مجموعة متنوعة من التوابل المستخدمة مختلفة أيضًا. هناك نسخة بنغلاديشية شائعة أخرى من حليم تسمى «شاهي حليم» تحظى بشعبية كبيرة في الجزء الأوسط من البلاد.
في باكستان، يتوفر حساء الحليم على مدار السنة، وكذلك في معظم المطاعم الباكستانية حول العالم. يُباع حليم كوجبة خفيفة وطعام شوارع في الأسواق الباكستانية على مدار العام. 
من التقاليد السائدة بين اليهود الفارسيين أن يأكلوا الحليم يوم السبت، لأنه مثل حساء السبت الآخر مثل الكولينت والهامين [  إنه طبق مطبوخ ببطء يمكن تحضيره قبل بداية يوم السبت ثم طهيه طوال الليل على حرارة واطئة.

## حليم حيدر آباد

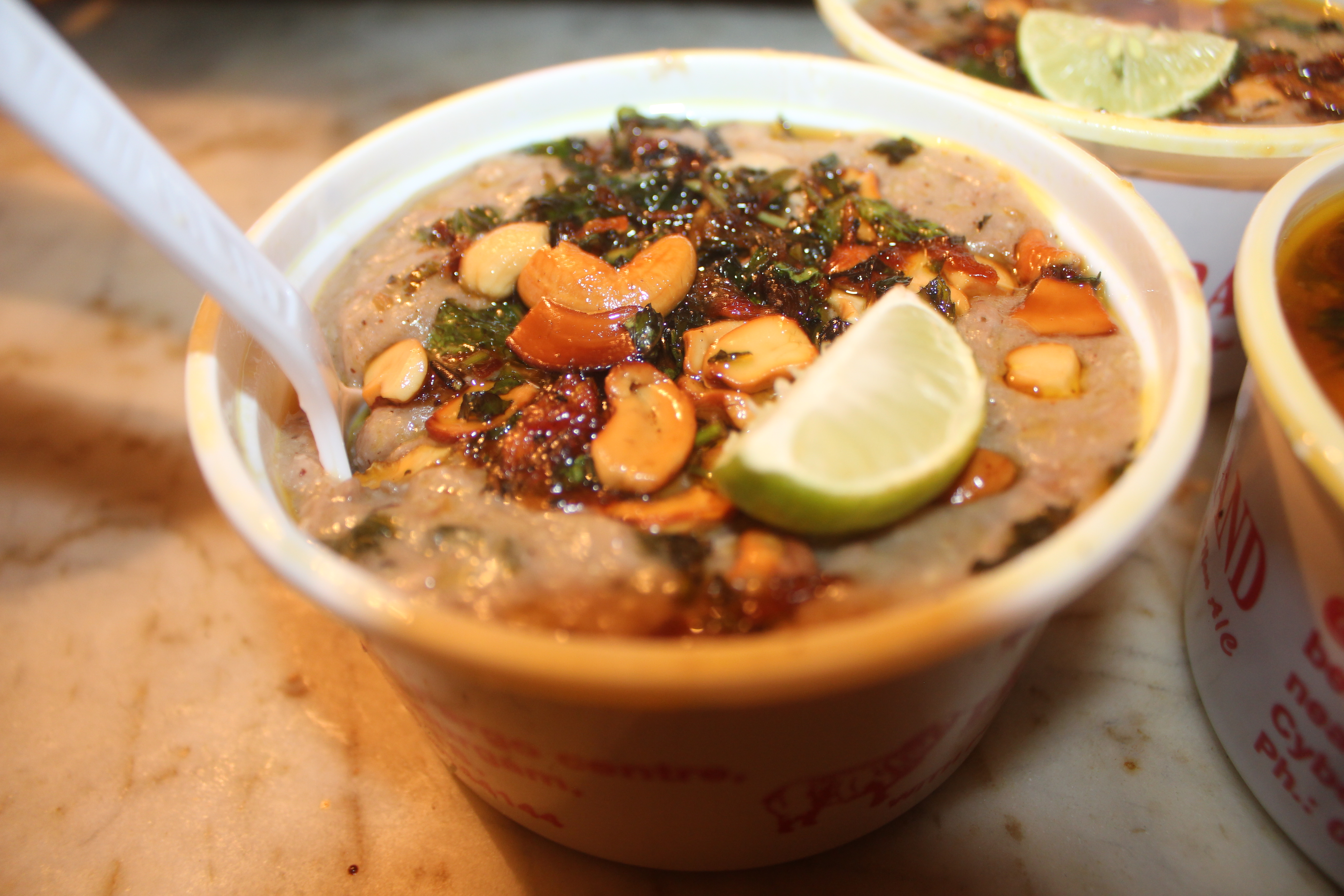
حليم حيدر أباد

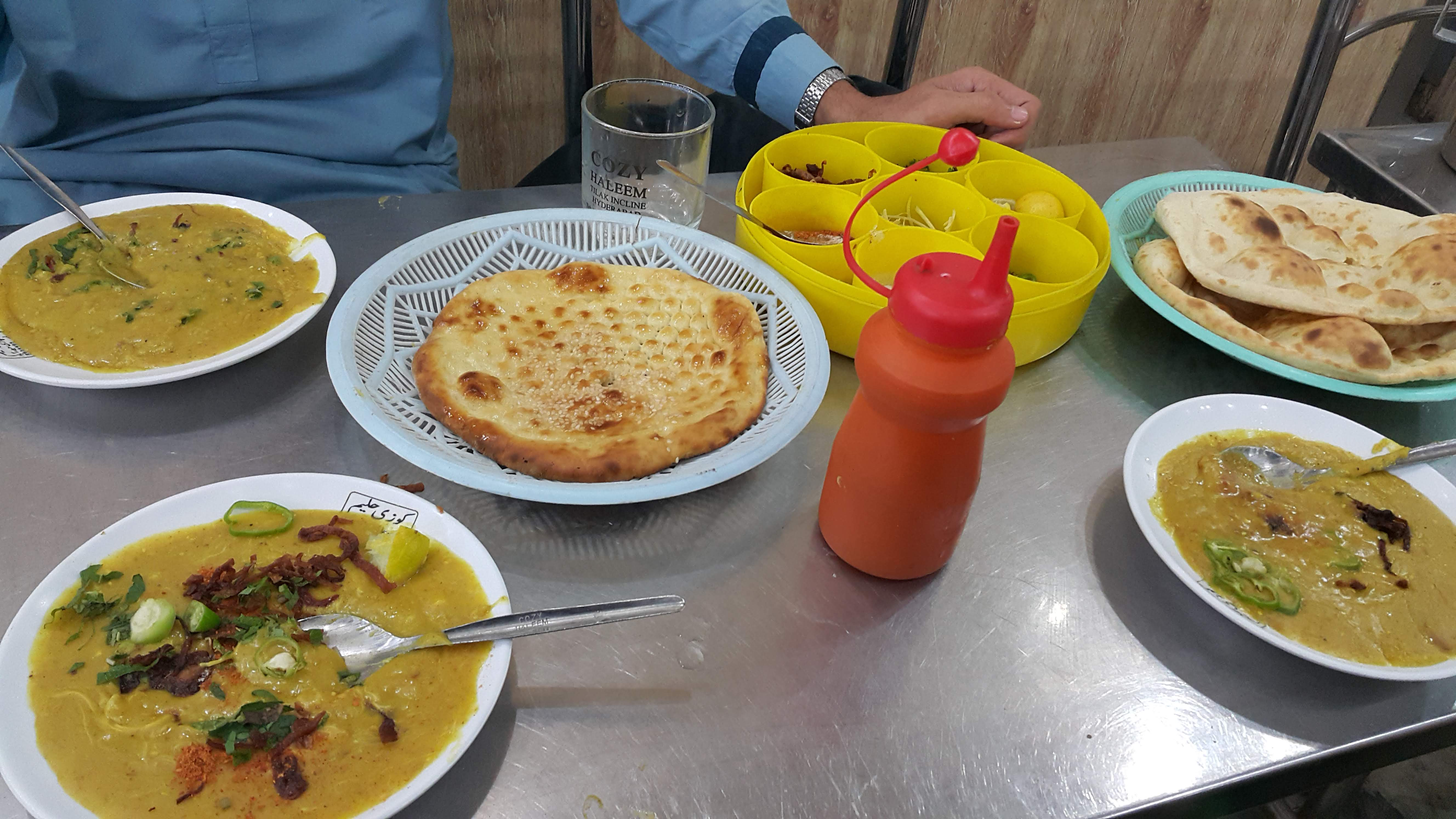
حليم حيدر أباد في أحد المحال المشهورة

أصبح حساء الحليم طبقًا شهيرًا في مدن حيدر آباد وتيلانجانا وأورانجاباد ، ماهاراشترا (أورانجاباد، العاصمة الأولى لولاية حيدر آباد) في الهند. نشأ من طبق عربي يسمى الهريس،  تم تقديم الحليم إلى المنطقة خلال فترة المغول من قبل المهاجرين الأجانب.
في عام 2010، مُنح حساء الحليم الحيدر آبادي وضع المؤشر الجغرافي من مكتب تسجيل GI الهندي، وأصبح أول منتج لحوم في الهند يحصل على شهادة المؤشر الجغرافي.  هذا يعني أنه لا يمكن بيع الطبق على أنه حليم حيدر آبادي ما لم يفِ بالمعايير اللازمة الموضوعة له.

## خشرى
في شبه القارة الهندية، يصنع كل من حساء الحليم والخشرى من نفس المكونات. في الخشرى، تبقى قطع اللحم على شكل مكعبات، بينما في الحليم تُخرج مكعبات اللحم من القدر، وتُزال العظام، ويُسحق اللحم ويُعاد إلى القدر. يُطهى بعد ذلك حتى يمتزج اللحم تمامًا مع خليط العدس والقمح والشعير.

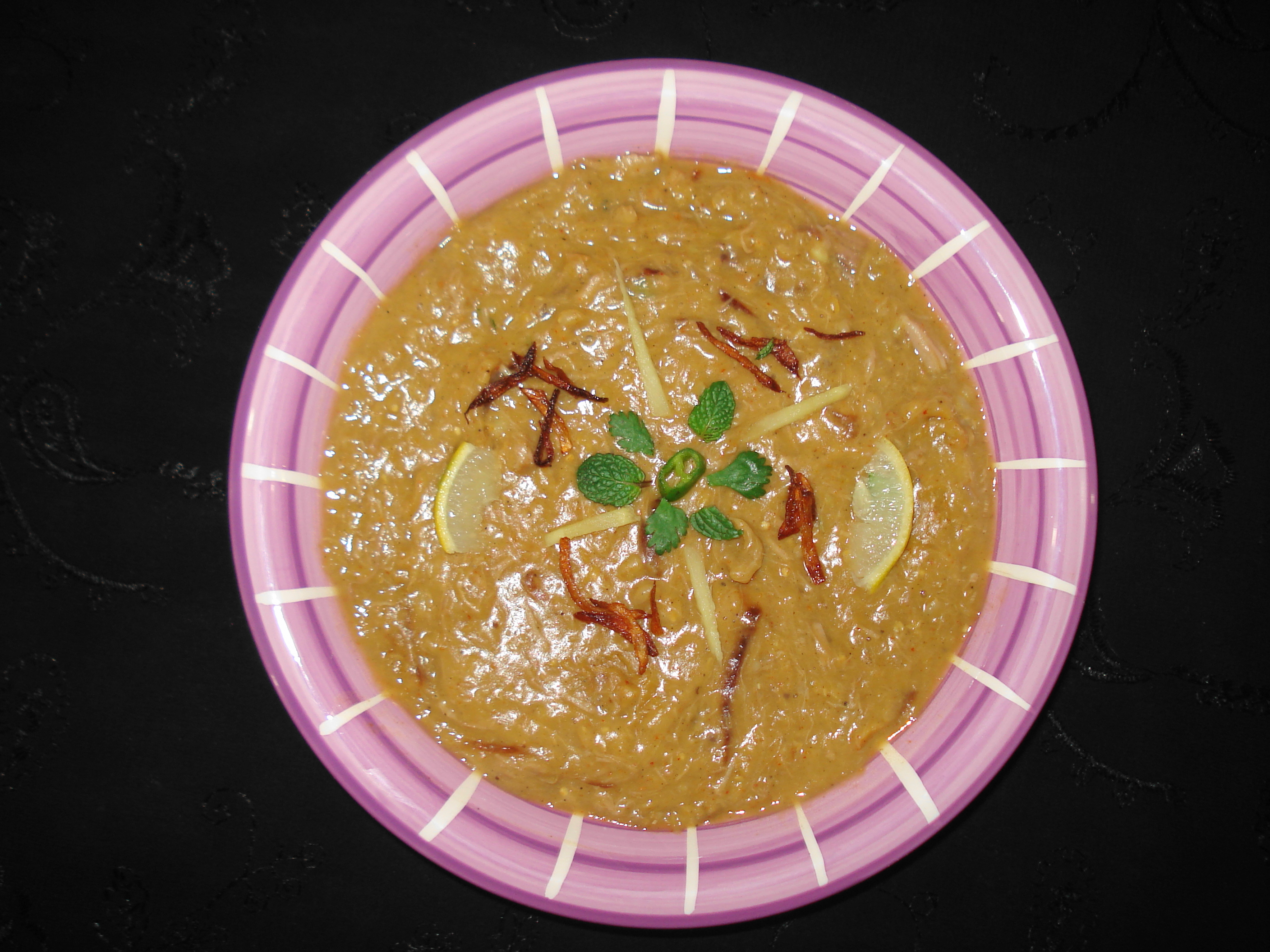
حليم
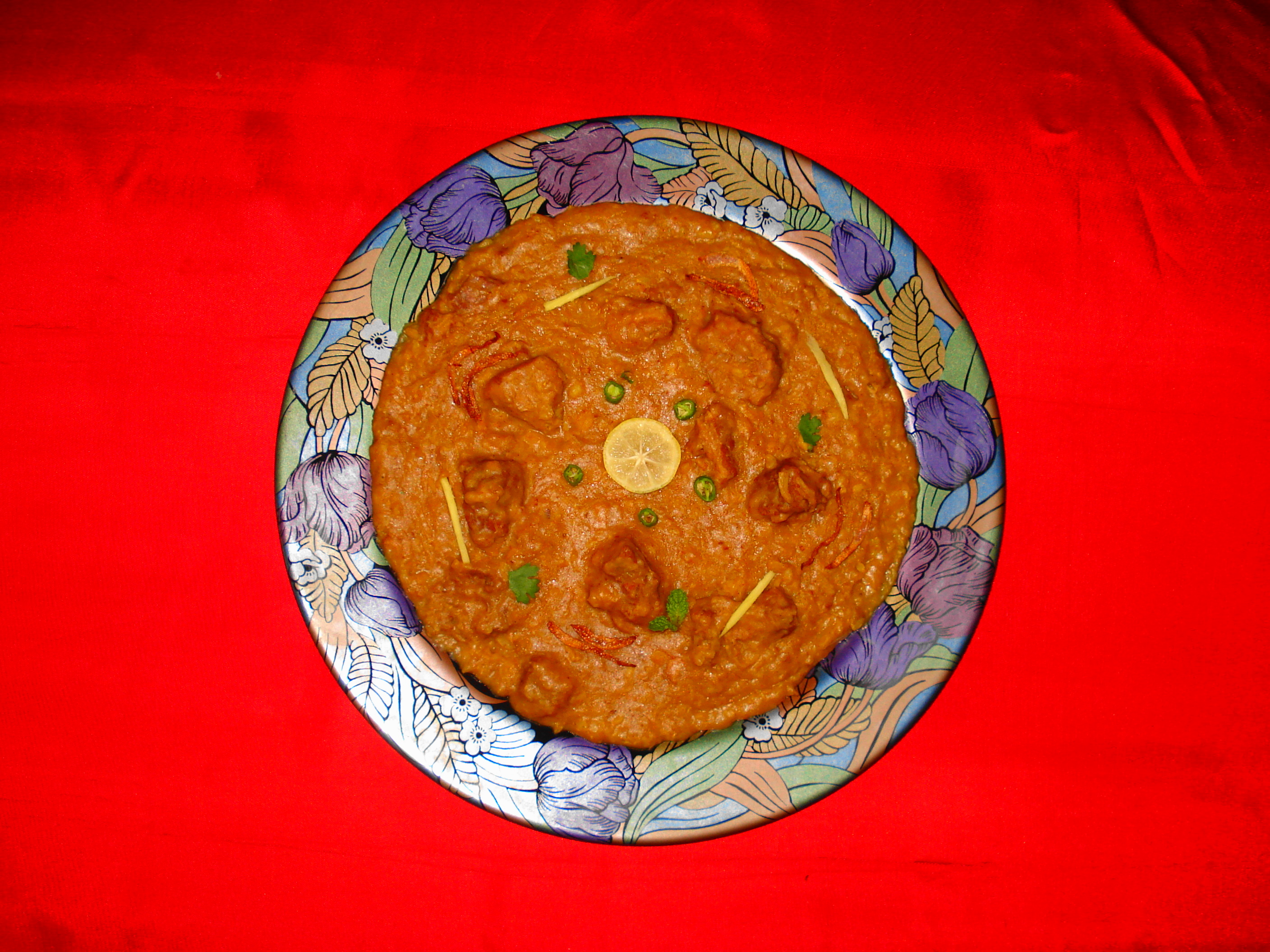
خيشرا

## التَغذِيَة
طبق حليم ذو السعرات الحرارية العالية يوفر البروتين من اللحوم والألياف والكربوهيدرات من مجموعات مختلفة من الحبوب والبقول.

## التقديم

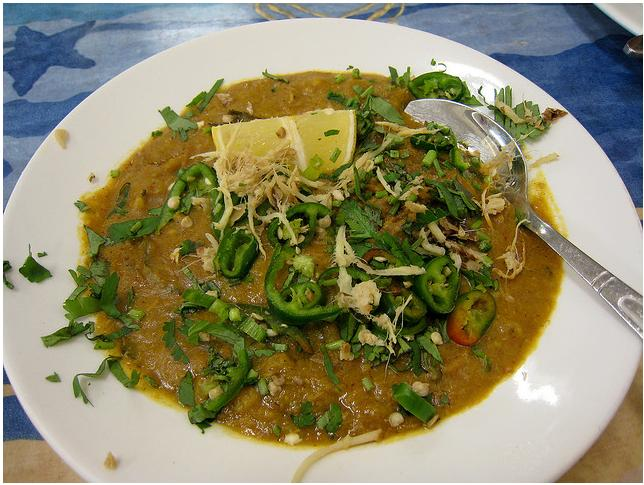
حليم حيدر أباد

يمكن تقديم حليم مع أوراق النعناع المفروم وعصير الليمون وأوراق الكزبرة والبصل المقلي وجذر الزنجبيل المفروم أو الفلفل الأخضر. يؤكل الحليم في بعض مناطق باكستان مع خبز النان أو مع أي نوع من الخبز أو الأرز.

## قراءة إضافية
- Karan، Pratibha (1998). A Princely Legacy, Hyderabadi Cuisine. New Delhi: HarperCollins. ISBN:978-81-7223-318-1.